# Solymár
Solymár è un comune dell'Ungheria di 10.015 abitanti (dati 2009) situato nella contea di Pest, nell'Ungheria settentrionale.